# ブリッグの定期市
「ブリッグの定期市」（Brigg Fair）は、イングランドの民謡。パーシー・グレインジャーによる合唱曲編曲と、続いて作曲されたフレデリック・ディーリアスによる管弦楽のための変奏曲が最も知られている。

## グレインジャーの合唱編曲
20世紀初頭、グレインジャーはイングランド中を蝋管録音機を持って訪ね歩き、各地の民謡をその場で記録すると主に編曲するなどしていた。1905年4月、ノース・リンカンシャーのブリッグで開かれた祭りを訪れたすぐ後、民謡歌手のジョゼフ・テイラー（Joseph Taylor）が歌う「ブリッグの定期市」を録音した（この録音は現存しており、販売されているものを入手可能である）。グレインジャーはまもなく歌の編曲に取り掛かり、5部の合唱とテノールの独唱による無伴奏歌曲へと仕上げた。テイラーが2節しか思い出せなかったために元の歌は短く、グレインジャーは曲の規模を拡大するために他の2つの歌曲（Low down in the broomとThe Merry King）から3節を取って加えている。ドリア旋法で歌われる曲は切なげで、歌詞は真の愛に関する幸せな内容である。グレインジャーの編曲は趣のある仕上がりとなっており、和声については創造的な扱いを行っている。
歌にはテイラーと彼の家族によるものを含め、何種類かの異なる版が見られる。以下はグレインジャー版の歌詞である。
It was on the fifth of August-er' the weather fine and fair,
Unto Brigg Fair I did repair, for love I was inclined.
I rose up with the lark in the morning, with my heart so full of glee,
Of thinking there to meet my dear, long time I'd wished to see.
I took hold of her lily-white hand, O and merrily was her heart:
"And now we're met together, I hope we ne'er shall part".
For it's meeting is a pleasure, and parting is a grief,
But an unconstant lover is worse than any thief.
The green leaves they shall wither and the branches they shall die
If ever I prove false to her, to the girl that loves me.

## ディーリアスの管弦楽編曲
1907年、ディーリアスはグレインジャー版を耳にして、その調べと編曲に感銘を受けた。そこで彼はグレインジャーの許可を得た上で、これを管弦楽曲へと編曲した。曲は1908年に初演されている。田園風の序奏部に続き、木管楽器がグレインジャーの歌曲の旋律を奏でる。これに変奏が続き、喜ばしい終結に至る。

### 楽器編成
フルート3、オーボエ2、イングリッシュ・ホルン、 クラリネット3、バスクラリネット、ファゴット3、コントラファゴット、ホルン6、トランペット3、トロンボーン3、テューバ、ティンパニ、打楽器（バスドラム、トライアングル、チューブラーベル）ハープ、弦五部